# The High Grader
The High Grader è un cortometraggio muto del 1914. La regia non è firmata. Prodotto dalla Reliance Film Company e distribuito dalla Mutual, il film uscì in sala il 16 settembre 1914.